# Piz Duan
Il Piz Duan (3.131 m s.l.m. - detto anche Pizzo della Duana) è una montagna delle Alpi del Platta nelle Alpi Retiche occidentali. Si trova in Svizzera nel Canton Grigioni.

## Descrizione
È situato nel territorio del comune di Bregaglia. Alle sue pendici nasce il fiume Mera.